# COROT-9b
COROT-9b je izvenosončni planet. Marca 2010 je bil najbolj podoben Zemlji med vsemi znanimi izvenosončnimi planeti. 

## Odkritje
COROT-9b je prvi planet odkrit v ozvezdju Ščit (Scutum). Odkit je bil s satelitom COROT. Odkritje je bilo objavljeno 17. marca 2010, po 145 dnevnem opazovanju.

## Lastnosti
COROT-9b ima 0,84 kratnik juptrove mase in 1,05 kratnik jupitrovega polmera. Iz tega sledi, da znaša gostota 96% vodine. Gravitacija je 193% zemeljske. Človek bi tam tehtal skoraj dvojno zemeljsko težo. V ozračju predvidoma prevladujeta vodik in helij. Pravtako so verjetno na površju prisotne skale in tekoča voda, v notranjosti pa staljene kovine. Marca 2010 je bil ta planet med vsemi znanimi najbolj podoben Zemlji.